# Cimitero vivente - Le origini
Cimitero vivente - Le origini (Pet Sematary: Bloodlines) è un film del 2023 diretto da Lindsey Anderson Beer.
Si tratta di un prequel del film reboot Pet Sematary (2019), a sua volta tratto dall'omonimo romanzo di Stephen King. Il romanzo era stato precedentemente trasposto nel film Cimitero vivente del 1989, da cui deriva la scelta del titolo italiano di questo film.

## Trama
La storia si incentra sul personaggio di Jud Crandall da ragazzo. Nel mezzo della Guerra del Vietnam, il soldato Timmy viene congedato con onore a detta di suo padre, tuttavia al ritorno in paese il ragazzo dà grossi segni di squilibrio. La sua vicenda si intreccia con quella di Jud, che insieme a Norma sta per lasciare il paese sotto la spinta dei propri genitori: i due ragazzi stanno per diventare i primi abitanti della cittadina a lasciarla dai tempi dei primi coloni. Quando i due partono si imbattono tuttavia proprio nel cane di Timmy: decidono di riportarlo al padrone, il quale tuttavia dimostra di conoscere alcuni segreti su Jud ignoti a Jud stesso, in particolare come suo padre abbia pagato un medico affinché dichiarasse l'incompatibilità del ragazzo alla guerra. Il cane di Timmy aggredisce Norma: questo rimanda la partenza di alcuni giorni.
Le affermazioni di Timmy in pubblico rivelano sue conoscenze circa molti elementi di cui non potrebbe essere a conoscenza: questo mette in allarme alcuni membri della comunità, tra cui il padre di Jud, che conoscono perfettamente i poteri del terreno antistante al cimitero degli animali. Timmy e il cane iniziano ad attaccare membri della comunità: la poliziotta riesce ad avere la meglio sul cane, tuttavia Timmy riesce a uccidere Donna, una grande amica di Norma e Jud. Donna, resuscitata anche lei, inizia a decimare persone e prova a uccidere Norma in ospedale. Nel frattempo Jud e Manny, fratello ignaro di Donna, iniziano a indagare e si imbattono in un volume che racconta la prima esperienza con cui i coloni scoprirono i terribili poteri del luogo: in tale occasione, un membro della comunità resuscitato iniziò a divorare altri membri della comunità.
Al fine di impedire un ulteriore massacro, molti membri della comunità si riuniscono con il proposito di eliminare definitivamente Donna e Timmy: prende parte alla missione anche il padre di Timmy, pentitosi di aver risuscitato il figlio. Durante la battaglia che ne consegue, sia Donna che Timmy vengono eliminati ma a caro prezzo: fra le vittime c'è anche il padre di Jud. In seguito a questa esperienza, Jud e Norma decidono di non emigrare più e di restare a presidiare il paese, così da poter intervenire nuovamente qualora qualcuno faccia ricorso al terreno maledetto. Manny, rimasto senza sua sorella, decide invece di dare ascolto ai consigli che la ragazza gli aveva dato negli ultimi giorni di vita e di abbandonare per sempre quel luogo.

## Produzione
Nel marzo 2019, il produttore Lorenzo di Bonaventura dichiarò la possibilità di portare avanti il franchise in caso il film Pet Sematary si fosse rivelato un successo commerciale. Il film è stato annunciato ufficialmente nel febbraio 2021, mentre la scelta di affidarsi all'esordiente Lindsey Anderson Beer per la regia e la sceneggiatura è stata annunciata nel maggio successivo. Le riprese si sono tenute a partire dall'agosto 2021.

## Distribuzione
Presentato in anteprima al festival Fantastic Fest il 23 settembre 2023, il film è stato distribuito in tutto il mondo da Paramount+ a partire dal 6 ottobre 2023.

## Accoglienza
Sull'aggregatore Rotten Tomatoes il film riceve il 18% delle recensioni professionali positive con un voto medio di 4,2 su 10 basato su 44 critiche, mentre su Metacritic ottiene un punteggio di 34 su 100 basato su 8 critiche.